# Berghälls kyrka

Berghälls kyrka är en kyrkobyggnad i stadsdelen Berghäll i Helsingfors.

## Kyrkobyggnaden
Kyrkan är uppförd mellan åren 1908 och 1912 efter ritningar av den finländska arkitekten Lars Sonck. Byggnadsmaterialen var grå granit. Kyrkan representerar nationalromantisk jugendstil och dess 65 meter höga kyrktorn fungerar som ett viktigt landmärke. I kyrkosalen finns det sittplatser för cirka 1600 personer.
Det finns sju tyska klockor i granittornet. Det är kompositören Jean Sibelius som har komponerat melodin för klockorna.

## Inventarier
Kyrkans altartavla är gjord av Hannes Autere. 

## Orgeln
Den fransk-romantiska huvudorgeln med 48 register invigdes 1995 och är byggd av Åkerman & Lund i Sverige. 